# Chiesa dell'Addolorata (Maratea)
La chiesa dell'Addolorata è una delle tre chiese che si affacciano lungo il corso principale del centro storico di Maratea, in provincia di Potenza.
Si distingue per il caratteristico obelisco in pietra, posto davanti ai gradini d'accesso della chiesa e realizzato nel 1788 da Gerardo Laurelli.

## Storia
In un'inscrizione appena leggibile su un gradino sotto il portale si leggono le cifre 1620, che è stato interpretato spesso come l'anno di costruzione della chiesa.
In realtà, recenti ricerche d'archivio hanno dimostrato che la chiesa fu costruita più tardi nello stesso secolo. Nel 1692 si costituì a Maratea la confraternita laicale dell'Addolorata, che in un primo momento aveva sede nella chiesa di Sant’Anna. Successivamente, i confratelli comprarono un locale diruto e lo trasformarono nell'attuale chiesa, ultimata nel 1693.
Nel XVIII secolo furono comprati a Napoli i tre altari di marmo, benedetti poi con licenza del vescovo di Cassano all'Jonio.
Un primo lavoro consistente di restauro fu effettuato forse nel 1861, data che si trova incisa su un altro gradino della scalinata all'ingresso.
L'intervento più recente si è concluso con la riapertura al culto della chiesa dell'11 luglio 1995, intervento in cui fu eliminata la ringhiera novecentesca posta sui gradini per evitare che le bancarelle del vicino mercato sconfinassero fin sul sagrato della chiesa.

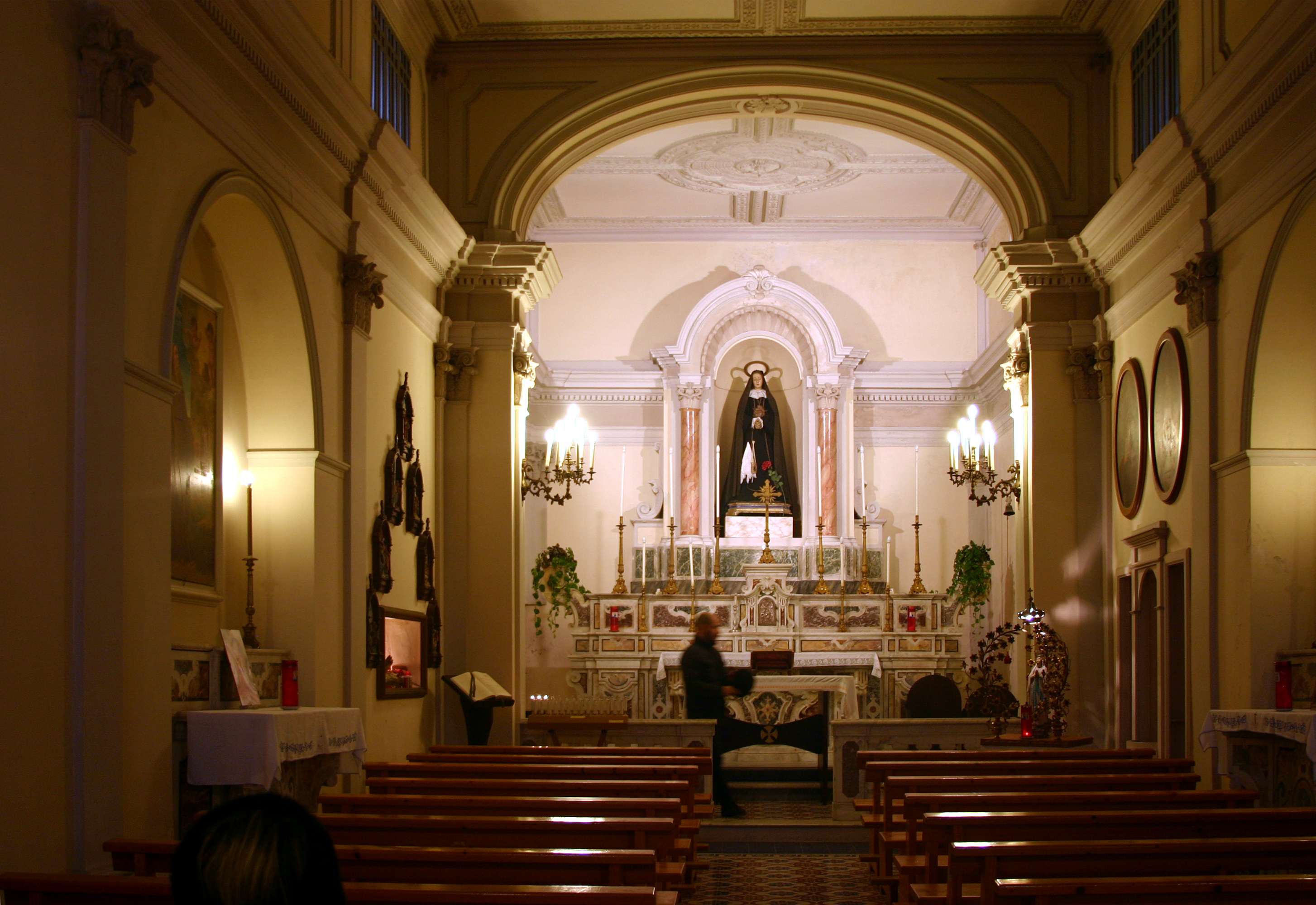
Interno della chiesa.

## Architettura ed Arte

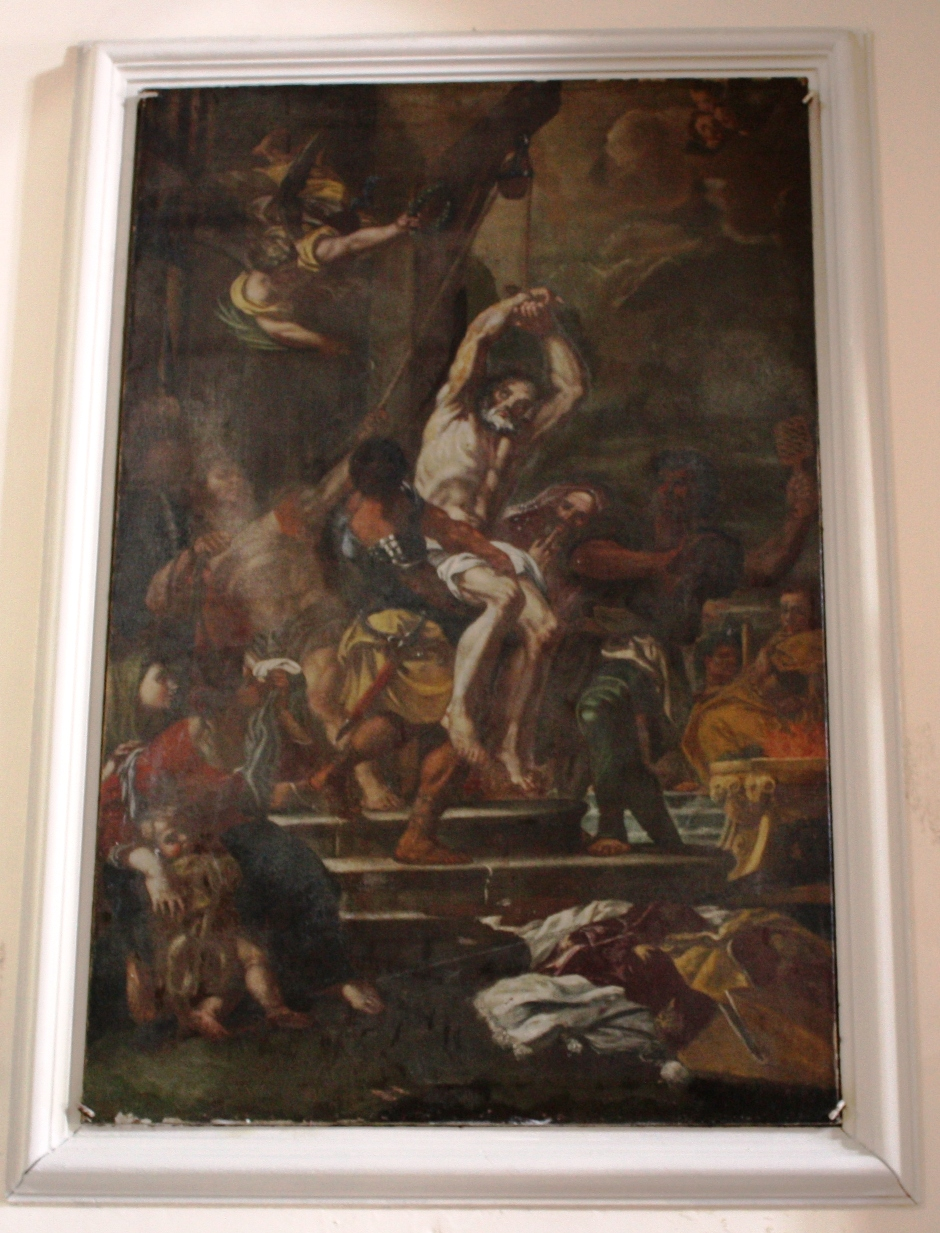
Dipinto settecentesco del Martirio di San Biagio.

### Esterno
La chiesa presenta una facciata che non si discosta molto dall'architettura civile, eccezion fatta per la lunetta che racchiude un affresco del XVII secolo, opera di autore ignoto che rappresenta l'Addolorata e il Calvario; e per una sorta di timpano che racchiude tre campane.
Di fronte alla chiesa si erge l'obelisco dell'Addolorata, opera del 1788.

### Interno
L'interno della chiesa, disegnato secondo l'eleganza dello stile neoclassico e barocco, presenta un'unica navata con tre altari in marmo, opere del settecento.
L'altare maggiore della chiesa, in marmi policromi, con paliotto decorato con un medaglione a volute e croce raggiata; presenta un tabernacolo in argento, raffigurante la scena della Pietà, datato 1786.
Oltre alla statua della Vergine Addolorata, posta sullo stesso altare maggiore, a lato della ringhiera che delimita il presbiterio si trova una pregevole scultura del Cristo deposto, opera firmata da A. Grisolia nel 1846.
Opere pittoriche importanti sono, sull'altare laterale di destra, l'eccellente dipinto ad olio del Martirio di San Biagio, opera del XVIII secolo; e la Pietà, opera del pittore Angelo Brando, posta sulla volta.